# Jacques Coomans
Jacques Coomans (Magnée, 3 de noviembre de 1888 - Lieja, 1 de septiembre de 1980) fue un ciclista belga que corrió en los años anteriores y posteriores a la Primera Guerra Mundial, en el siglo XX. Destaca una sexta posición final al Tour de Francia de 1919.

## Palmarés
1910
- Campeón de Bélgica amateur
- 1º en la Vuelta a Bélgica amateur
- 1º en la Etoile Caroloregienne

1911
- 1º en la Bruselas-Lieja

1912
- 1º en la Bruselas-Oupeye

### Resultados al Tour de Francia
- 1912. 17º de la clasificación general
- 1913. Abandona (7ª etapa)
- 1914. 18º de la clasificación general
- 1919. 6ºde la clasificación general
- 1920. Abandona (4ª etapa)
- 1921. Abandona (6ª etapa)
- 1925. Abandona (3ª etapa)